# Вит
Вижте пояснителната страница за други значения на Вит.
Вит (в античността наричана от траките Артаня, а от римляните на латински: Utis, Утис) е река в Северна България, област Ловеч – общини Тетевен и Луковит и област Плевен – общини Долни Дъбник, Плевен, Долна Митрополия и Гулянци, десен приток на река Дунав. Дължината ѝ заедно с река Бели Вит, която е приета за начало на Вит е 188,6 km, която ѝ отрежда 12-о място сред реките на България. Дължината само на река Вит е 152,6 km.

## Географска характеристика

### Извор, течение, устие
Река Вит се образува от сливането на реките Черни Вит (лява съставяща) и Бели Вит (дясна съставяща) в кв. „Полатен“ на град Тетевен, на 367 m н.в. До заличеното село Асен тече на север в дълбока и широка долина между Васильовска планина на изток и планината Лисец на запад. След село Гложене част от водите на реката проникват в карстови пукнатини и подхранват най-големия карстов извор „Глава Панега“ в България, даващ началото на река Златна Панега. След това реката поема в североизточно направлание и запазва тази си посока до устието си. В района на селата Торос и Дерманци долината на Вит се разширява, а след това до село Садовец се редуват каньоновидни проломи и долинни разширения. След Садовец Вит навлиза в Дунавската равнина, като долината му е широка и асиметрична, с по-стръмни десни склонове. Влива се отдясно в река Дунав (на 609-и км), на 22 m н.в., на 1,6 km северозападно от село Долни Вит. От село Градина до устието коритото на реката е оградено и коригирано с водозащитни диги.

### Водосборен басейн, притоци
Площта на водосборния басейн на Вит е 3225 km2, което представлява 0,4% от водосборния басейн на Дунав, а границите му са следните:
- на запад и северозапад – с водосборния басейн на река Искър;
- на изток – с водосборния басейн на река Осъм;
- на юг – с водосборния басейн на река Марица.

Списък на притоците на река Вит. След името на реката е отбелязана нейната дължина и площ на водосборния ѝ басейн, а със стрелки → ляв приток ← десен приток:
- → Черни Вит 27 / 185
- ← Бели Вит 36 / 359
- → Хазански дол
- → Зоренишки дол
- ← Градежница
- ← Калник 41 / 263

- → Лесидренска река 19 / 81

- ← Скоков дол
- ← Каменица 49 / 498

- ← Катунецка река (Катунешка река, Тоша) 43 / 211

- ← Барата
- ← Чернялка 27,6 / –
- → Бара
- ← Тученица 35 / –

### Хидроложки показатели
- Средногодишен отток при гр. Тетевен – 5,3 m3/s;
- Средногодишен отток при с. Садовец – 14,3 m3/s (виж таблицата);
- Средногодишен отток при с. Ясен – 14 m3/s;

Средногодишният отток при станция Садовец е 14,30 m3/s. Данните за вътрешногодишното разпределение на речния отток са за периода 1950/1951 – 1982/1983 г.
| речен отток                     | I     | II    | III   | IV    | V     | VI    | VII   | VIII | IX   | X    | XI   | XII   | средногодишен |
| ------------------------------- | ----- | ----- | ----- | ----- | ----- | ----- | ----- | ---- | ---- | ---- | ---- | ----- | ------------- |
| количество (m3/s)               | 10,70 | 13,90 | 19,60 | 24,60 | 28,30 | 22,00 | 13,00 | 8,38 | 7,32 | 6,27 | 7,06 | 10,20 | 14,30         |
| количество (% от годишния обем) | 6,20  | 8,10  | 11,40 | 14,40 | 16,50 | 12,80 | 7,60  | 4,90 | 4,30 | 3,70 | 4,10 | 6,00  | 100,0         |

Реката има ясно изразен максимум през месеците април-юни, дължащ се на снеготопенето в Стара планина и това пълноводие често води и до наводнения. Минимумът е в периода август-ноември.
Подхранването на Вит е смесено – дъждовно, снегово и от карстови подземни води. Снежното подхранване нараства от север на юг, от Дунавската равнина, през Предбалкана до Стара планина. В Предбалкана приоритет има подземното подхранване, дължащо се на карстовите извори в района.

## Селища
По течението на реката са разположени 19 населени места, в т.ч. 3 града и 16 села:
- Област Ловеч

- Община Тетевен – град Тетевен, Гложене;
- Община Луковит – Торос, Дерманци, Ъглен;

- Област Плевен

- Община Долни Дъбник – Садовец, Крушовица, Градина;
- Община Плевен – Търнене, Дисевица, Ясен, Опанец;
- Община Долна Митрополия – град Долна Митрополия, Биволаре, Божурица, Рибен, Комарево;
- Община Гулянци – Крета, град Гулянци

## Стопанско значение
Водите на река Вит, особено в долното течение, в Дунавската равнина се използват главно за напояване. Освен това са включени и за промишлено водоснабдяване и малък добив на електроенергия – ВЕЦ „Лисец“.
По цялото протежение на долината на река Вит, с изключение на последните 3 км преди устието ѝ преминават пътища от Държавната пътна мрежа:
- Републикански път III-358 от кв. „Полатен“ до село Гложене, на протежение от 6,2 km;
- Републикански път III-305 – цялото му протежение от 61 km;
- Републикански път III-118 – цялото му протежение от 27 km;

## Топографска карта
- Лист от карта K-35-37. Мащаб: 1 : 100 000.
- Лист от карта K-35-25. Мащаб: 1 : 100 000.
- Лист от карта K-35-13. Мащаб: 1 : 100 000.
- Лист от карта K-35-14. Мащаб: 1 : 100 000.
- Лист от карта K-35-2. Мащаб: 1 : 100 000.